# Aucklandella geiri
Aucklandella geiri är en stekelart som först beskrevs av Dalla Torre 1902.  Aucklandella geiri ingår i släktet Aucklandella och familjen brokparasitsteklar. Inga underarter finns listade.